# Metodije I.
Metodije I. (grč. Μεθόδιος Α΄; Sirakuza, Sicilija, 788./800. – Carigrad, 14. lipnja 847.) bio je patrijarh Carigrada od 4. ožujka 843. do svoje smrti. U kršćanstvu je slavljen kao svetac; spomendan mu je 14. lipnja.
Sin imućnih roditelja, Metodije je kao mladić poslan u Carigrad kako bi nastavio svoju edukaciju te možda bio primljen na carski dvor. Ušao je u manastir u Bitiniji te postao opat. Tijekom vladavine bizantskoga cara Leona V. Armenca, Bizantsko Carstvo je opet potresla borba između vjernika koji su častili ikone i onih koji su se ikonama protivili. Godine 815., Metodije je otišao u Rim, a u Carigrad se vratio 821. te je tada uhićen po naredbi cara Mihaela II., koji se protivio izradi ikona, što je Metodije podržavao. Metodije je oslobođen 829. godine te je primljen na dvor cara Teofila.
Nakon Teofilove smrti, njegova je supruga, carica Teodora, vratila u Carigrad čašćenje ikona. Patrijarh Carigrada Ivan VII. Carigradski maknut je s mjesta patrijarha te je Metodije došao na njegovo mjesto. Metodije, carica Teodora i njen sin Mihael III. su organizirali svečanu procesiju 11. ožujka 843. koja je išla iz crkve svete Marije do Aje Sofije.